# Giacomo Sannesio
Giacomo Sannesio (ur. w 1560 w Belforte del Chienti, zm. 19 lutego 1621 w Rzymie) – włoski kardynał.

## Życiorys
Urodził się w 1560 roku w Belforte del Chienti. Studiował prawo, a następnie został sekretarzem Świętej Konsulty i protonotariuszem apostolskim. 9 czerwca 1604 roku został kreowany kardynałem prezbiterem i otrzymał kościół tytularny Santo Stefano al Monte Celio. 20 czerwca 1605 roku został wybrany biskupem Orvieto. W latach 1620–1621 pełnił funkcję kamerlinga Kolegium Kardynałów. Zmarł 19 lutego 1621 roku w Rzymie.